# フランキー・トレド
フランキー・トレド（Frankie Toledo、1970年4月12日 - ）は、アメリカ合衆国の男性プロボクサー。ニュージャージー州ニューアーク出身。元IBF世界フェザー級王者。愛称はThe Shark(サメ)。

## 来歴
1989年12月12日、プロデビュー戦を行い2回TKO勝ちを収めデビュー戦を白星で飾った。
1990年1月12日、ベニー・アムパロに判定で敗れプロ初黒星を喫した。
2連勝と立ち直るも1990年7月15日、フレディー・リベレトレに自身初のKO負けとなる6回TKO負け。
その後トレドには技巧の他にパワーも身に付けたため技巧派ファイターとして注目を集めた。

1993年11月10日、トレドが初めて世界ランカーに挑戦。後のWBA世界スーパーバンタム級王者クラレンス・アダムズと対戦し判定では3者とも38-38とドローだった。圧倒的不利を覆し4回終了時にアダムスが肩に違和感を感じたため棄権し大きな勝利を得たトレドはWBOで世界ランカー入りを果たした。
1994年3月31日、後のWBC世界スーパーバンタム級王者エクトール・サンチェスと対戦し10回判定勝ちでランカーとの連戦に連勝した。
1995年6月2日、コネチカット州マシャンタケットフォックスウッズ・リゾート・カジノでWBO世界スーパーバンタム級王者マルコ・アントニオ・バレラと対戦したが、スーパーバンタム級クラス最強のバレラ相手に2回に2度ダウンを奪われそのままレフェリーストップとなる2回1分55秒TKO負けを喫し王座獲得に失敗した。
1996年6月9日、WBU世界スーパーバンタム級王者マックス・ゴメスと対戦し12回3-0(3者とも115-113)の僅差判定勝ちを収め王座獲得に成功した。
1996年11月15日、後のIBF世界スーパーフェザー級王者カシウス・バロイと対戦し、12回0-3(111-117、110-118、113-115)の判定負けを喫し初防衛に失敗し王座から陥落した。
1999年2月10日、CAMフェザー級王者オニー・ヘレメスと対戦し12回判定勝ちを収め王座獲得に成功した。
1999年9月24日、ペンシルベニア州フィラデルフィアのブルー・ホリズンにて元IBF世界バンタム級王者オルランド・カニザレスと対戦。バンタム級クラス最強と言われ最多の16度防衛を果たした伝説の王者カニザレスの強打を警戒しながらインファイトで対抗し2-1(2者が97-93、92-98)の僅差判定勝ちを収めカニザレスに引導を渡した。
2000年5月19日、元IBF世界フェザー級王者マヌエル・メディナとオーリンズで対戦。これまでに2度王座に返り咲いた実力者を相手に0-3(90-100、2者が92-98)の判定負けを喫した。
2001年4月6日ネバダ州ラスベガスのテキサス・ステーション・カジノにて南アフリカのプロボクサーで初めての2階級制覇を達成したIBF世界フェザー級王者ムブレロ・ボティーレと対戦した。バンタム級でも倒し屋として君臨したボティーレを苦しめた。試合をほとんど完封に近い形で判定になった。12回3-0(117-111、118-110、119-109)の判定勝ちを収め王座獲得に成功した。
2001年11月16日、オーリンズにてマヌエル・メディナと再び再戦が初防衛戦。試合を互角に進めていたが4回にダウンを奪われると5回一気にレフェリーストップがかかり試合終了。5回5秒TKO負けを喫し初防衛に失敗し王座から陥落した。メディナは同王座は3度目の戴冠になった。
3連続KO勝利で再起を果たして2004年9月30日、ジェームス・ワイカと対戦し6回判定負けを喫した試合を最後に現役を引退した。

## 獲得タイトル
- WBU世界スーパーバンタム級王座
- CAMフェザー級王座
- IBF世界フェザー級王座（防衛0）